# ناقوس‌ها (بازی تاج‌وتخت)
«ناقوس‌ها» (به انگلیسی: The Bells) پنجمین قسمت از فصل هشتم مجموعه تلویزیونی خیال‌پردازی بازی تاج‌وتخت شبکهٔ اچ‌بی‌او، و به‌طور کلی هفتاد و دومین قسمت پخش‌شده و قسمت یکی مانده به آخر از این مجموعه است. این قسمت به نویسندگی دیوید بنیاف و دی. بی. وایس، و به کارگردانی میگل سپاچنیک، در تاریخ ۱۲ مهٔ ۲۰۱۹ پخش شد.
«ناقوس‌ها» شامل آخرین نبرد برای بدست آوردن تسلط بر تخت آهنین است که در آن نیروهای دنریس تارگرین، حملهٔ خود به نیروهای سرسی لنیستر در مقر پادشاهی را آغاز می‌کنند.
این قسمت نقدهای مختلفی را از سوی منتقدان و مخاطبان دریافت کرده و در مقایسه با سایر قسمت‌های این مجموعه، دارای کمترین امتیاز در وبگاه بازبینی جمعی راتن تومیتوز است. منتقدان، جلوه‌های بصری چشمگیر این قسمت را تحسین کرده، و ایفای نقش بازیگران را ستودنی دانسته‌اند؛ اما روند پیشروی و منطق داستان، و همچنین کمان شخصیتی شخصیت‌هایی چون تیریون، جیمی، سرسی، کرم خاکستری، واریس، و به خصوص دنریس را مورد انتقاد قرار داده‌اند.

## داستان

### در درگن‌استون
واریس در حال نوشتن نامه‌ای دربارهٔ وراثت بر حق جان اسنو است که دختری به او خبر می‌دهد که دنریس تارگرین به امتناع از خوردن غذا ادامه می‌دهد. او به آن دختر می‌گوید که «برای شام دوباره امتحان کن». واریس به جان التماس می‌کند که تخت آهنین را بگیرد، اما او خیانت به دنریس را نمی‌پذیرد. تیریون لنیستر دنریس را از ماجرای واریس باخبر می‌کند؛ دنریس، واریس را اعدام می‌کند. جان، از بوسیدن دنریس سر باز می‌زند؛ دنریس تصمیم می‌گیرد که بدون عشق از سوی کسی در وستروس برای دستیابی به خواسته‌هایش، با استفاده از ترس حکومت خواهد کرد. تیریون از دنریس درخواست می‌کند تا در صورتی که ناقوس‌های شهر به صدا درآمدند، از کشتار مردم عادی چشم‌پوشی کند، و دنریس به سمت کرم خاکستری سر تکان می‌دهد. او به تیریون اطلاع می‌دهد که جیمی لنیستر در راهش به سوی مقر پادشاهی اسیر شده، و تیریون را تهدید می‌کند که اگر دوباره ناامیدش کند، او را خواهد کشت. تیریون به داوس سی‌ورث اجازه می‌دهد که جیمی را به‌صورت قاچاقی از آنجا دور کند، تا جیمی بتواند سرسی لنیستر را همراه خود از مقر پادشاهی ببرد.

### در مقر پادشاهی
روز بعد، آریا استارک و سندور کلگین وارد قلعهٔ سرخ می‌شوند. جیمی زمانی که با دروازه‌های بسته روبرو می‌شود، راه دیگری را به سوی قلعهٔ سرخ در پیش می‌گیرد.
با سوزاندن ناوگان آهنین یورون گریجوی، سلاح‌های اسکورپیون روی دیوارها، دروازه‌های شهر، و بیشتر نیروهای اتحاد طلایی در خارج از شهر توسط دنریس و دروگون (اژدهای دنریس)، نبرد آغاز می‌شود. کرم خاکستری، هری استریکلند را که از روی اسب سفید خود به پایین افتاده، می‌کشد. ارتش دنریس در حال مبارزه وارد مقر پادشاهی می‌شوند. باقیماندهٔ نیروهای لنیستر تسلیم شده و ناقوس‌های شهر را به صدا درمی‌آورند. دنریس تسلیم شدن آن‌ها را قبول نمی‌کند و با دروگون به نابود کردن شهر می‌پردازد، و همزمان، ارتش او به فرماندهی کرم خاکستری، سربازهای غیرمسلح لنیستر را قتل‌عام می‌کنند. جان در تلاشی ناموفق برای بازداشتن مردانش از حمله، یکی از آنان را که اقدام به تجاوز کرده‌بود، می‌کشد، و پس از مشاهدهٔ دیگران که در حال مردن بودند، و همزمان که شهر در حال سوختن و فروریختن است، به مردانش دستور عقب‌نشینی می‌دهد.
جیمی، با یورون، که او را به‌شدت زخمی کرده‌بود، مبارزه کرده و او را می‌کشد. سندور، آریا را به انصراف از انتقامش از سرسی متقاعد می‌کند تا او (آریا) زنده بماند. زمانی که سرسی و همراهانش اقدام به فرار می‌کنند، سندور از راه می‌رسد و به سرعت نگهبانان ملکه را می‌کشد تا برای مبارزه با برادرش، گرگور کلگین روبرو شود. گرگور، کایبورن را به دلیل مداخله در مبارزه کشته، و سرسی از آنجا می‌گریزد. در نهایت سندور با او گلاویز شده و پس از برخورد با دیوار و تخریب آن، هر دو نفر از ارتفاع به داخل آتش پایین دیوار سقوط کرده و می‌میرند. جیمی دوباره به سرسی می‌پیوندد؛ اما راه فرار آن‌ها مسدود شده و در حالی که او سرسی را در لحظات آخرشان دلداری می‌دهد، قلعه بر سر آنان آوار می‌شود.
آریا مستقیماً هرج و مرج در مقر پادشاهی را تجربه می‌کند. او تلاش می‌کند که یک مادر و فرزندش را نجات دهد، اما پس از سقوط یک برج ناقوس در نزدیکی او، بیهوش می‌شود. وقتی او به‌هوش می‌آید، متوجه جسد سوختهٔ مادر، فرزند او، و افراد بیشمار دیگری در خیابان می‌شود. او با اسب سفید استریکلند مواجه شده و سوار بر آن از آنجا دور می‌شود.

## تولید

### نویسندگی
نویسندگی این قسمت به عهدهٔ دیوید بنیاف و دی. بی. وایس بوده‌است.

### فیلمبرداری
قسمت «ناقوس‌ها» توسط میگل سپاچنیک کارگردانی شده‌است. این قسمت، آخرین قسمت از مجموعهٔ بازی تاج‌وتخت با کارگردانی سپاچنیک است.
برای فیلمبرداری این قسمت، شهر دوبروونیک (به عنوان بدلی از مقر پادشاهی) در محوطهٔ پشتی تشکیلات تیم مجموعه در بلفاست بازسازی شد. تا پیش از این، صحنه‌های مربوط به مقر پادشاهی، در شهر دوبروونیک فیلمبرداری می‌شدند؛ اما در این قسمت، به دلیل نیاز به انفجار در شهر، سپاچنیک تصمیم گرفت که یک نمونه از این شهر را در بلفاست بازسازی کند. پس از به تعویق افتادن فیلمبرداری به علت بارش باران، فیلمبرداری از صحنهٔ مرگ واریس نهایتاً پس از هفت ماه به پایان رسید.
در یک نگارهٔ تبلیغاتی از صحنهٔ در آغوش گرفتن سرسی توسط جیمی در قلعهٔ سرخ، دست راست واقعی بازیگر به جای دست مصنوعی فلزی شخصیت جیمی، که در فصل ۴ آن را دریافت کرده‌بود، نمایان بود. در قسمتی که از شبکهٔ اچ‌بی‌او پخش شد، همان دست فلزی به چشم می‌خورد. به دنبال اشتباه در نمایش لیوان قهوه در قسمت پیشین، این خطا در نگارهٔ منتشر شده نیز توجه زیادی را به خود جلب کرد.

### انتخاب بازیگران
لارا الفینستون به عنوان بازیگر برای نقش یکی از ساکنان مقر پادشاهی به نام نورا، که به آریا استارک در طول حملهٔ اژدها به شهر کمک می‌کرد، انتخاب شد. آرون راجرز، مدافع فوتبال اهل آمریکا نیز در قالب یک تک‌جلوه در این قسمت ایفای نقش کرده‌است.

## بازخوردها

### آمار بینندگان
این قسمت در اولین پخش خود از شبکهٔ اچ‌بی‌او، ۱۲٫۴۸ میلیون بیننده را به خود جذب کرد، و از نظر تعداد بینندگان در پخش اول، از قسمت «اژدها و گرگ» پیشی گرفت. ۵٫۹ میلیون نفر دیگر نیز این قسمت را از طریق رسانه‌های جاری تماشا کردند، تا در نهایت مجموع بینندگان این قسمت به رقم ۱۸٫۴ میلیون نفر برسد.

### بازخوردهای منتقدان

#### نقدهای کلی
در ویگاه بازبینی جمعی راتن تومیتوز، قسمت «ناقوس‌ها» با ۱۰۵ نقد، دارای درصد پذیرش ۴۹٪، و رتبهٔ متوسط ۶٫۳۳/۱۰ است. در جمع‌بندی نقدها آمده‌است: «مرگ، ویرانی، و زوال عقلانی دنریس، از «ناقوس‌ها» یک اپیزود تاریخی ساخته‌است؛ اما گنجاندن موضوعات زیاد در زمان خیلی کم، داستان را به سردرگمی کشانده و ممکن است این حس را به بعضی بینندگان القا کند که این قسمت به نتیجه‌گیری‌های خود دست نیافته‌است». این اپیزود، در مقایسه با سایر قسمت‌های این مجموعه، دارای کمترین امتیاز در تاریخ پخش مجموعهٔ بازی تاج‌وتخت در وبگاه راتن تومیتوز است.
لنیکا کروز در مجلهٔ آتلانتیک نوشته‌است که با وجود جلوه‌های ویژهٔ خیره‌کننده و اجرای تماشایی بازیگران، این قسمت، «بدترین قسمت بازی تاج‌وتخت است»؛ چرا که داستان آن بسیار قابل پیش‌بینی و غیرمنطقی است. او معتقد است که قتل‌عام به نمایش درآمده در این قسمت، «یک نفی به دست نیامده از هویت [دنریس] است که او چندین سال را صرف ساختن آن برای خود کرده‌بود». تاد فن‌درورف از وبگاه وکس، این قسمت را ظالمانه و خالی از احساسات دانسته، اما با جملهٔ «جلوه‌های جذاب [که] تا پس صحنه‌های نبرد تعمیم یافته‌اند»، به کارگردان میگل سپاچنیک پرداخته‌است. او ایفای نقش بازیگرانی همچون میسی ویلیامز، لینا هیدی، پیتر دینکلیج، و امیلیا کلارک را مورد تحسین قرار داده و معتقد است که دینکلیج و کلارک، اقدامات شخصیت‌های خود را، با وجود غیرمنطقی بودن این اقدامات، باورکردنی ساخته‌اند. الکس مک‌لوی در وبگاه ای. وی. کلاب نوشته‌است که این قسمت با موفقیت نشان داده‌است که «هرج و مرج در جنگ، از همهٔ ما تبه‌کار و قربانی می‌سازد». و در ادامه ذکر کرده‌است که با طرح‌ریزی در مقیاس بزرگتر نسبت به قسمت شب طولانی، «عبور از امیدِ هیجان‌انگیز به سوی پایان غم‌انگیز، به‌طور ماهرانه‌ای توسط کارگردان میگل سپاچنیک به اجرا درآمده‌است».
هیو مونتگومری از بی‌بی‌سی کالچر نوشت که شخصیت‌هایی نظیر تیریون، جیمی، دنریس و سرسی، «قطعاً قربانی طرح‌ریزی درهم ریختهٔ مجموعه شدند»، و بازی تاج‌وتخت سابقاً «مجموعه‌ای بود که یک دنیای عاری از احساسات را به‌طور هوشمندانه‌ای ترسیم کرده‌بود»، اما حالا به پوچی رسیده‌است. فن‌درورف نیز اشاره کرده‌بود که نویسندگان، اندیشهٔ چندانی را خرج مرگ سرسی و جیمی نکرده‌اند و به جای آن، آن‌ها شبیه گزینه‌هایی به نظر می‌رسند که به سادگی از یک فهرست حذف شده‌اند. کلی لاولر از یواس‌ای تودی گفته‌است که این قسمت، از فقدان مفهوم کلی رنج می‌برد، و با این استدلال که کرم خاکستری، دنریس و واریس دست به اقداماتی زدند که به‌شدت با خصوصیات شخصیتی آنان در تضاد بود، از این قسمت با عنوان یک «فاجعهٔ مطلق» یاد کرده‌است.
آلن سپینوال در مجلهٔ رولینگ استون نوشته‌است که «نبوغ فنی» این قسمت، و «وضوح بصری آن، تنها دیدن این که این مجموعه در قسمت‌های پایانی چقدر از دیدگاه روایت داستان و شخصیت‌پردازی سردرگم بوده‌است را آسان‌تر نموده‌است». او در نقد این قسمت، مواردی همچون تبدیل شدن اسکورپیون‌ها از سلاحی دقیق به یک وسیلهٔ بی‌مصرف، نجات یافتن یورون از آتش دروگون برای رسیدن به یک «مبارزهٔ بیهوده با جیمی»، تخریب نشدن برجی که برادران کلگین در آن با یکدیگر روبرو شدند در حالی که تمام ساختمان قلعه فرو ریخته‌بود، ورود آسان جیمی از میان دروازه‌های قلعهٔ سرخ و یافتن یک کوچهٔ خالی در میان خیابان‌هایی که از مردم وحشت‌زده پر شده‌بود، و ظاهر شدن دوتراکی‌هایی که در قسمت 'شب طولانی' بیشتر آنان کشته شده‌بودند، اما در اینجا «تعداد آنان ظاهراً به صدها نفر می‌رسید» را مورد انتقاد قرار داده‌بود. کلی لاولر نیز گفته‌بود که نویسندگان، «کتاب قوانین خود را دور انداخته‌اند (ناگهان اسکورپیون‌ها از کار می‌افتند و دروگون می‌تواند همه‌چیز را بسوزاند؟) تا بتوانند به تماشاگران انبوه دست یابند».
تعدادی از منتقدان از روند پیشروی رویدادها انتقاد کرده‌اند؛ لاولر نوشته‌است که این روند با عجله شروع شده‌است، و به عقیدهٔ اسپنسر کورنهابر از مجلهٔ آتلانتیک، این مجموعه در حال «دویدن و تیک زدن گزینه‌های داستان» بود. ویل بدینگفیلد از مجلهٔ وایرد نیز برداشت خود را اینطور بیان کرده‌است که با وقوع مرگ واریس بدون ساختار بی‌نظیری که در فصل‌های پیشین به کار رفته‌بود، به نظر می‌رسد که مجموعه دارای خط داستانی عجولانه‌ای بوده‌است. سارا هیوز از روزنامهٔ گاردین، مشکلات روند داستانی فصل هشت را به مسائل مربوط به پیشروی موضوعات در فصل هفتم، که تضمین کنندهٔ «یک‌نفس و عجولانه» بودن روند باقی سریال بودند، نسبت داده‌است.

#### قوس شخصیتی دنریس

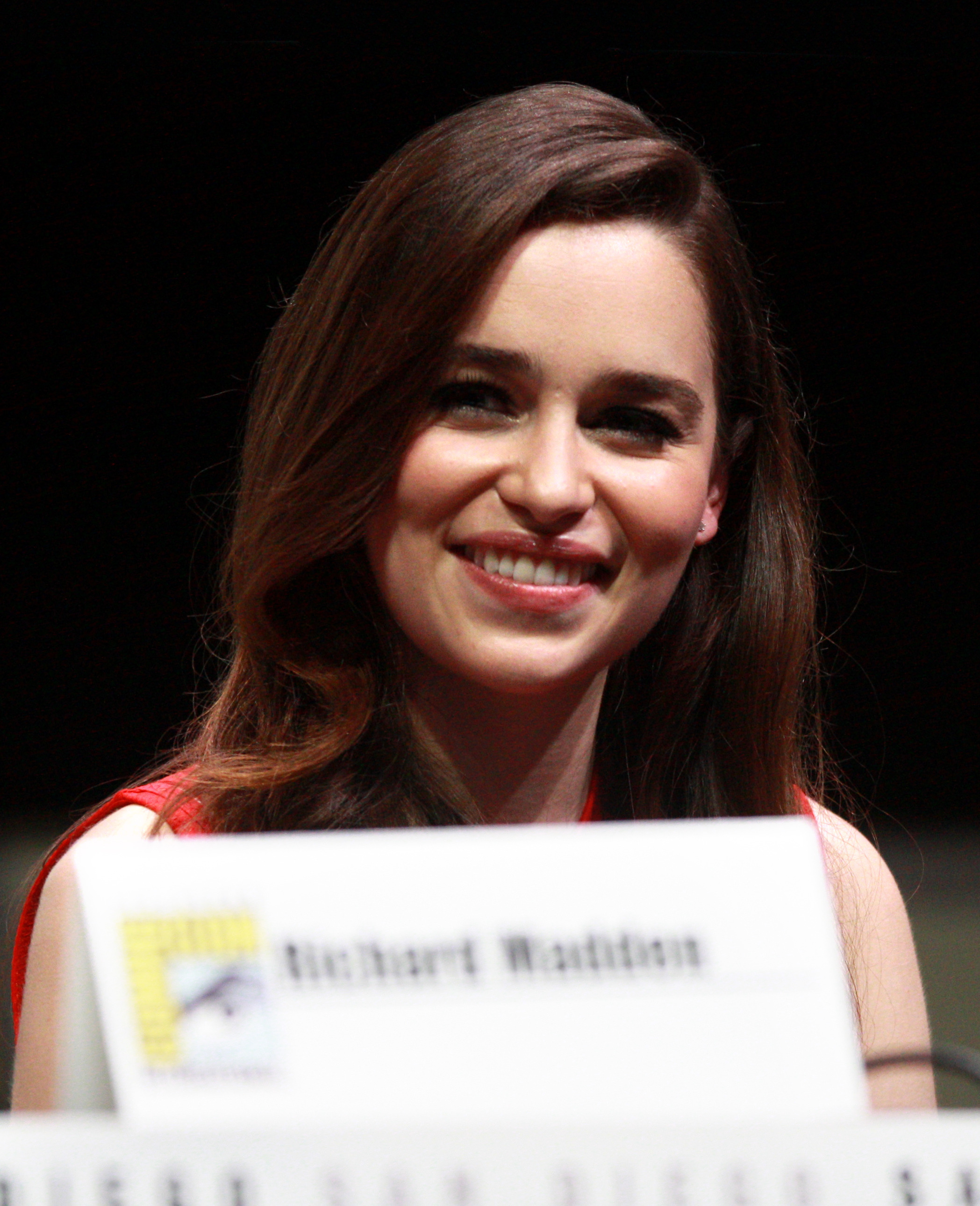
منتقدان به‌طور کلی تبدیل دنریس تارگرین (امیلیا کلارک) به یک شخصیت منفی را ناموفق دانسته‌اند.

تبدیل شدن دنریس از یک قهرمان به یک شخصیت منفی مورد انتقاد بسیاری قرار گرفت. بسیاری از بازبین‌ها و هواداران معتقد بودند به دلیل اینکه در هفت فصل گذشته، او به عنوان یک شخصیت اصلی و خوب از نظر اخلاقی شکل گرفته‌بود، این تغییر شخصیت بی‌معنی بوده یا زمان کافی برای بیرون کشیدن دنریس از قالب یک شخصیت خوب موجود نبوده‌است. مایک هوگان از مجلهٔ ونتی فر گفت که با وجود اینکه در طول این مجموعه به وضوح نشان داده شده‌است که دنریس دارای خوی ملایمی است، «ما او را دیده‌ایم که آن خشونت را با بخشش، مهربانی، و بالاتر از همه، با ذکاوت به تعادل می‌رساند». زاک بیوچمپ از وبگاه وکس معتقد است که ستمکاری‌های پیشین دنریس تا حدودی منطقی بوده‌اند؛ چرا که او مردمی را که «مرتکب جنایت شده و سزاوار مجازات بودند»، و همچنین پدر و برادر سمول تارلی را که «از پذیرفتن حکومت او سر باز زدند» را به قتل رساند، اما برای کشتن مردم بی‌گناه هیچ دلیلی وجود نداشت. او گفت اگرچه مجموعه «به سوی تبدیل شدن به ملکهٔ مجنون پیش می‌رفت»، و این روند می‌توانست کارساز باشد، اما «اجرای آن در هم ریخته و عجولانه بود» و «اینطور حس می‌شد که دنریس، به جای اینکه برای اجرای یک تغییر شخصیت توسعه‌یافته با فکر، به شخصیت منفی بدل شود، صرفاً به دلیل اینکه مجموعه به تبدیل شدن او به یک هیولا نیاز داشت، به آن هیولا تبدیل شد». سم آدامز نیز در مجلهٔ اسلیت نوشت که این مجموعه نسبت به وقتی که برای ساختن ملکهٔ مجنون از دنی صرف کرد، «زمان بسیار بیشتری را صرف ساختن یک قهرمان از او کرده‌بود».
عوامل مجلهٔ آتلانتیک اظهار کرده‌اند که «بازی تاج‌وتخت می‌توانست واقعیت نامطبوع مبارزه [دنریس] برای بدست آوردن وستروس را به آسانی و بدون قرار دادن گزینهٔ قتل‌عام مردم بی‌گناه مستقیماً بر روی شانه‌های او، نشان دهد. اما به‌جای آن، 'ناقوس‌ها' با رسم کردن یکی از مهم‌ترین نقاط داستان در قالب لغزش احساسی یک زن جوان خسته، تنها، و پارانوئید، پایان یافت». کاترین فن‌آرندونک از مجلهٔ وولچر از این قسمت با جملهٔ «بی‌نهایت وابسته به استعارهٔ به‌شدت مبتذل 'و سپس آن زن قدرتمند ترسناک، دیوانه شد'،» انتقاد کرد. او گفت که مجموعهٔ بازی تاج‌وتخت زمانی بر اساس «نقش‌پردازی‌های سیاسی حماسی، فساد در قدرت، چیزهایی که ما از خانواده‌های خود به ارث می‌بریم، کسانی که برای عشق ورزیدن انتخاب می‌کنیم، و نزدیک شدن بدیهی و اجتناب‌ناپذیر مرگ بنا شده‌بود». ایلانا داکترمن از تایم، این موضوع که مشاوران دنریس نیز با تجزیه و تحلیل‌های خود همانند خود او به «استعارهٔ هولناک از یک زن دیوانه و تشنهٔ قدرت» تن داده بودند، و همچنین نصیحت تیریون مبنی بر جلوگیری زودتر از تسلط دنریس بر تخت آهنین و بدون آن‌همه خونریزی را مورد انتقاد قرار داد. او گفت که ایدهٔ فساد «یک شخصیت حماسی مثل دنریس» توسط قدرت، و اینکه دنریس طعمهٔ یک کمپلکس مسیحا می‌شود را درک کرده‌است، اما مجموعه باید در رساندن او به این جایگاه، همان روندی را طی می‌کرد که برای رساندن سایر شخصیت‌ها به موقعیت خود طی کرده‌بود. آلن اسپینوال از مجلهٔ رولینگ استون نیز اشاره کرده‌است که نزول شخصیت دنریس به جنون، گونه‌ای از سیر تکاملی است که نیازمند «حداقل نیمی از یک فصل از بازی تاج‌وتخت با طول عادی است، تا دستیابی به آن محقق شود».
مایلز مک‌نات از ای. وی. کلاب گفته‌است که قوس شخصیتی نهایی دنریس در دو جنبه نمایان می‌شود – توسعهٔ داستان و توسعهٔ شخصیت. او گفت به آتش کشیدن مقر پادشاهی توسط دنریس، یک راه منطقی و مؤثر برای پاین دادن به داستان در سطح موضوعی است، و افزود آنگونه که «این موضوع باعث تغییر شکل باقی قسمت می‌شود، برای خشونتی که مجموعه را شکل داده‌است، یک تغییر حالت برجسته محسوب می‌شود». در مقابل و از نظر شخصیت، او معتقد است که تصمیم دنریس «به‌طرز غیرقابل انکاری سخت‌گیرانه» بود؛ چرا که ممکن است این تصور برای مخاطبان به وجود بیاید که اقدام او صرفاً یک اقدام تلافی‌جویانه بود، در حالی که دلیل آن در اصل «مجموعه‌ای از تجربیات در زندگی بود که باعث شد او به این باور برسد که تنها راه پیش رو، حکومت بوسیلهٔ ترس است». مک‌نات همچنین گفته‌است که «نویسندگان در خلق ساختار لازم برای [تبدیل شدن به شخصیت منفی] موفق نبوده‌اند» و می‌توانستند سرنوشت دنریس در قالب یک شخصیت منفی را با ارجاع به مواردی نظیر پیش‌گویی او در کارث، بهتر نمایان کنند. دنیل دی‌آداریو از ورایتی نیز معتقد است اینکه دنریس بخواهد شهر را به آتش بکشد، بعید به نظر نمی‌رسید، چرا که «تاکتیک‌های او همیشه به‌طور عمیقی ریشه در سلطه‌طلبی داشت تا در یکدلی». اندرو پروکاپ از وکس نیز با این استدلال که به نظر می‌رسد «دگرگونی دنریس» از ابتدا توسط جرج آر. آر. مارتین برنامه‌ریزی شده‌است، اظهار داشت که «اگر بازی تاج‌وتخت با پیروزی دنریس و فتح قهرمانانهٔ تخت آهنین توسط او به پایان می‌رسید، دیگر نمی‌شد آن را بازی تاج‌وتخت نامید. این سریال مرگ ند استارک است، این سریال عروسی سرخ است، این پایانی است که مجموعه در تمام مدت در حال پیشروی به سوی آن بود».
الکساندرا آگوست از وبگاه اسکرین رنت گفته‌است «این به تفسیر شما از قوس شخصیتی دنی برمی‌گردد، و اینکه این تفسیر تا چه حد تحت تأثیر روند، اجرا، و زمینهٔ فرهنگی باشد، البته اگر چیزی موجود باشد». او راه‌های مختلفی که می‌توانست برای تغییر این شخصیت توسط مجموعه مورد استفاده قرار بگیرد را با دقت سنجیده‌است، مثلاً اینکه او می‌توانست تنها به کشتن سرسی بسنده کند، اما در هر حال ممکن بود شخص دیگری پیدا شود که بیشتر از سرسی او را تحریک و عصبانی کند. مگان گاربر از آتلانتیک نیز با اشاره به اینکه «راه‌های زیادی برای تفسیر» تصمیم دنریس مبنی بر به آتش کشیدن شهر وجود دارد، گفت که دلیل آن می‌توانست تأثیر دیوانگی تارگرین‌ها باشد، یا تأثیر بی‌رحمی دنریس، یا یک «ویرایش دیوانه‌وار» از سوی نویسندگان، یا تصمیمی مبنی بر اینکه «بی‌گناهانی باید در زمان حال کشته شوند تا افراد بیشتری در آینده بتوانند با آرامش زندگی کنند»، یا شاید هم اینکه دنریس، «که به تازگی دومین اژدهای خود و وفاداری مسلم افراد باقی‌مانده در اطراف خود را از دست داده‌بود، به سادگی محاسبهٔ بی‌پرده‌ای دربارهٔ قدرت و پیش‌نیازهای دستیابی به آن انجام داده‌بود». گاربر همچنین گفته‌است که «ابهام، ایزار قدرتمندی در داستان‌سرایی است»، اما «در عین حال استفادهٔ درست از آن نیز سخت است»، و اینکه «دنی یک ناجیاست، و دنی یک هیولا است، و دانستن اینکه کجا یکی ناپدید و دیگری پدیدار می‌شود، غیرممکن است». به عقیدهٔ گاربر، این عدم قطعیت، تمامی اقدامات دنریس را مهیب‌تر ساخته‌است، چرا که منطق همیشه برنده نخواهد بود، و «عدالت همیشه پدید آورندهٔ روزهای خوب نخواهد بود».
خالقان این مجموعه، دیوید بنیاف و دی.بی. وایس، تصمیم دنریس مبنی بر سوزاندن شهر را به از دست دادن اکثر دوستان و مشاورانش، عدم اعتماد به جان اسنو، و تمایل به بازپس‌گیری خانه‌ای که خانواده‌اش ساخته بودند، نسبت داده‌اند. بنیاف گفته‌است که جان نیز قادر به تغییر خلق و خوی او نبود، زیرا آن‌ها از فاکتورهای مربوط به بازی بودند. وایس نیز اشاره کرده‌است که «زمانی که او [دنریس] می‌گوید «بگذار ترس بیاید»، او دارد خود را در مقابل این حقیقت که او ممکن است مجبور باشد کارها را به‌شکل نامطبوعی به انجام برساند، تسلیم می‌کند». بنیاف همچنین گفته‌است که روی بی‌رحم دنریس همیشه وجود داشته‌است و اینکه «اگر سرسی به او خیانت نکرده‌بود، اگر سرسی میساندی را اعدام نمی‌کرد، اگر جان حقیقت را به او نگفته‌بود [...] اگر تمام این‌ها به شکل دیگری اتفاق می‌افتاد، آن‌وقت من فکر نمی‌کنم که ما هرگز می‌توانستیم این روی دنریس تارگرین را ببینیم». امیلیا کلارک نیز گفته‌است: «تمام چیزهایی که او را به این نقطه رساندند، و او اینجاست، تنها». فن‌آرندونک از اینکه وایس و بنیاف اقدامات دنریس را به جای یک «منطق دلسردکننده و پیچیده»، وابسته به احساسات او دانسته‌اند، ابراز ناامیدی کرد. اِما بتی از نشریهٔ کاسموپولیتن نیز اینگونه نوشت: «کاملاً، کاملاً. یک زن، تنها به دلیل اینکه پدرش نیز چنین کاری را انجام داد، قطعاً تمایل دارد تا به زندگی هزاران انسان بی‌گناه پایان دهد، با وجود اینکه او در تمام طول مجموعه اصرار داشت که به چنین شخصی تبدیل نشود. این صحیح است!»، و از پاسخ خالقان مجموعه انتقاد کرد.

### بازخوردهای مخاطبان
آرلی کورینتیوس از مجلهٔ پیپل گفته‌است که «علیرغم روند عظیم توسعهٔ داستان، بینندگان با عطش بیشتر نسبت به مجموعه‌ای که در هشت فصل گذشته به ساخت شخصیت‌های پیچیده و دقیق پرداخته‌بود، رها شدند». او افزود که «دیگران از این قسمت دفاع کرده‌اند، با استدلال بر اینکه با وجود عجولانه بودن اقدامات، عناصر اصلی همچنان منطقی به‌نظر می‌رسیدند. علاوه بر این، آیا ما همیشه نمی‌دانستیم که قرار نیست با یک پایان خوش روبرو شویم؟» لورن هیل از روزنامهٔ شیکاگو تریبون تأکید کرده‌است که این قسمت «چند دستگی زیادی در هواداران ایجاد کرد. بعضی از آن‌ها از قوس شخصیت‌های مهم و محبوب طرفداران ناراحت بودند، در حالی که برخی دیگر این موضوع را از مدت‌ها قبل پیش‌بینی کرده‌بودند».
منتقدان به واکنش‌های هواداران، به‌ویژه واکنش آنان نسبت به قوس شخصیت دنریس اشاره کرده‌اند. استل تنگ از مجلهٔ ال اظهار کرده‌است که افراد زیادی «معتقدند که چقدر تبدیل شدن دنی به یک شخصیت انتقام‌جو و خشن تا این حد در عمق مجموعه باورناپذیر است». گابریل برانی از مجلهٔ اسکوایر گفته‌است که بینندگان احساس کردند که نویسندگان، توسعهٔ شخصیت‌ها را دور ریخته‌اند. عوامل هالیوود ریپورتر بیان کرده‌اند که «بسیاری از بینندگان بازی تاج‌وتخت، اقدامات دنریس را چیزی کمتر از نابودی یک شخصیت نمی‌دانند، و خالقان مجموعه، دیوید بنیاف و دن وایس را بخاطر رفتار ملکهٔ اژدها، سرسی، و سایر زنان قدرتمند سریال، سرزنش می‌کنند». مهرا بونر در کاسموپولیتن نوشته‌است که بوسیلهٔ این قسمت، «هواداران کاملاً ویران شده‌اند» و اینکه آن‌ها از «طریقهٔ تباه شدن مجموعه بوسیلهٔ نویسندگی نامرتب و تصمیمات هولناک»، افسوس می‌خورند. او گفته‌است که «همزمان که شما می‌توانید معتقد باشید که بسیاری از اینها از قبل قابل پیش‌بینی بوده‌اند، خیلی از هواداران… [نمی‌دانم]... تنها به چیز بهتری امیدوار بودند؟ بهتر از تبدیل شدن دنریس به ملکهٔ مجنون فقط به دلیل اینکه این موضوع در تاریخچهٔ خانواده‌اش بوده‌است، و بهتر از برگشتن جیمی به شخصیتش در فصل اول، فقط به این علت که این راحت‌ترین راه خروج است».

یک دادخواست خطاب به اچ‌بی‌او برای ساخت دوبارهٔ فصل هشتم بازی تاج‌وتخت «که منطقی باشد»، پس از پخش قسمت چهارم این فصل در وبگاه چنج‌دات‌ارگ آغاز شد، اما پس از پخش قسمت پنجم، 'ناقوس‌ها'، دچار همه‌گیری ویروسی شد. در این دادخواست، از دیوید بنیاف و دی.بی. وایس با عنوان «به‌طرز اندوهناکی بی‌کفایت» یاد شده‌بود. تا تاریخ ۱۸ مه ۲۰۱۹ (به‌عنوان مثال، بعدازظهر پیش از پخش قسمت پایانی)، بیش از ۱ میلیون امضا برای این دادخواست جمع‌آوری شده‌بود. ایزاک همپستد رایت (بازیگر نقش برن استارک) این دادخواست را «مضحک» خوانده، و جیکوب اندرسون (بازیگر نقش کرم خاکستری) نیز آن را «بی‌ادبانه» دانسته‌است. سوفی ترنر (بازیگر نقش سانسا استارک) گفته‌است که در بازی تاج‌وتخت «همیشه دگرگونی‌ها و تبدیل‌شدن‌های جنون‌آمیز وجود داشته». و «تبدیل شدن دنریس به ملکهٔ مجنون نیز از این موضوع مستثنی نیست. — این نباید برای هواداران چیزی تا این حد منفی باشد. مطمئناً شوکه‌کننده است، اما من فکر می‌کنم دلیل آن این است که آن‌طور که خواستند پیش نرفته‌است». او استدلال کرد که «تمام این دادخواست‌ها و چیزهایی شبیه آن — به نظر من بی‌احترامی به عوامل، و نویسندگان، و فیلمسازان است که ۱۰ سال بدون خستگی کار کرده‌اند، و برای آخرین فصل مجموعه نیز ۱۱ ماه زمان صرف کرده‌اند».